# Galva (Iowa)
Galva è un comune degli Stati Uniti d'America, situato nello Stato dell'Iowa, nella contea di Ida.